# Оґе Лундстрем
Оґе Лундстрем (швед. Åge Lundström, 8 червня 1890 — 26 вересня 1975) — шведський вершник.
Олімпійський чемпіон 1920 (командне триборство), 1924 (командний конкур) років, срібний призер 1920 року в індивідуальному триборстві.